# Stelechocarpus
Stelechocarpus is een geslacht uit de familie Annonaceae. De soorten komen voor van Indochina tot in West- en Centraal-Maleisië.

## Soorten
- Stelechocarpus burahol (Blume) Hook.f. & Thomson
- Stelechocarpus cauliflorus (Scheff.) R.E.Fr.
- Stelechocarpus expansus (Chaowasku) I.M.Turner